# Carlos Alfredo Fatule

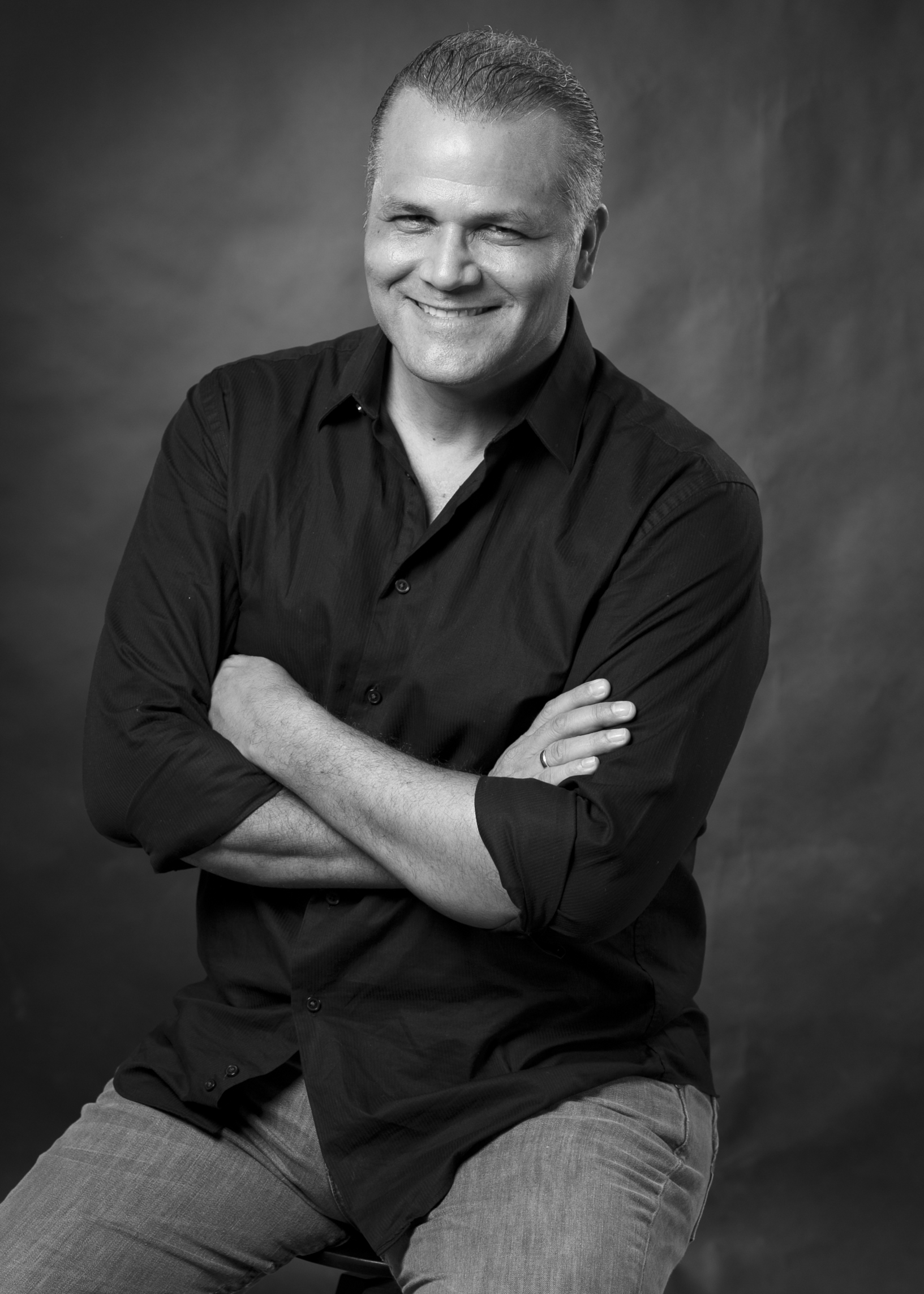
Carlos Alfredo Fatule

Carlos Alfredo Fatule Guerrero (* 1961 in La Romana) ist ein dominikanischer Sänger, Schauspieler und Entertainer.
Carlos Alfredo Fatule hatte ab dem 7. Lebensjahr eine Gesangs- und Klavierausbildung und gründete bereits als Jugendlicher eigene Rock- und Merenguegruppen. Er studierte dann Medizin, schloss das Studium jedoch nicht ab, sondern begann seine künstlerische Laufbahn 1983 als Teilnehmer des Festival de la Voz y la Canción in Puerto Rico, bei dem er den Ersten Preis gewann. Er trat dann als Sänger beim Sender Tele Antillas auf, bis ihn Milton Peláez für die Sabroshow engagierte.
Als Schauspieler gewannen ihn Bienvenido Miranda und Liliana Diaz, und er debütierte am Teatro Nacional in Seis despistados en busca del amor. Später sang er die Hauptrolle in Ernesto Lecuonas Zarzuela El cafetal. In dem Programm El merengue con ópera sang er auch Partien aus Die Regimentstochter, La Bohème und neapolitanische Volkslieder. Anerkennung fand er auch mit Auftritten im Musical Jesucristo Superstar unter dem Produzenten Amaury Sánchez. Ab 2003 produzierte er mit Gozalo eine eigene abendliche Fernsehsendung.
Fatule war in erster Ehe mit der Moderatorin Tania Báez verheiratet. Eine Tochter aus dieser Ehe, Techy Fatule, ist gleichfalls als Sängerin und Schauspielerin erfolgreich.